# 林明日香
林 明日香（はやし あすか、1989年5月28日 - ）は、日本の女性シンガーソングライター。本名同じ。英語表記はAsuca Hayashi。
大阪府大阪市出身。身長157cm。クラーク記念国際高等学校卒業。血液型はO型。姉はプロゴルファーの林綾香、弟はプロゴルファーの林照大。元夫は総合格闘家の石井慧。

## 略歴
- 2001年
  - 春からピアノを習い始め、その際に参考にと作ったデモテープが音楽プロデューサーの鈴木健士の耳にとまり、デビューのきっかけを掴む。
- 2003年
  - 1月22日、シングル「ake-kaze」で東芝EMI・Virgin Musicよりメジャー・デビュー。台湾でもデビュー。
  - 5月21日、初のアルバム『咲』を発売。香港・中国でもデビュー。アニメ映画『劇場版ポケットモンスター アドバンスジェネレーション 七夜の願い星 ジラーチ』の主題歌を歌ったことから圧倒的な歌唱力をアメリカでも注目される。当時13歳で発売した同作品はオリコンアルバムチャート最高位5位を記録。
- 2004年
  - 3月、「ake-kaze」のロングヒットにより、第18回日本ゴールドディスク大賞のニュー・アーティスト・オブ・ザ・イヤーを受賞。
- 2005年
  - 3月2日、中学校卒業を期にミニ・アルバム『つないで』を発売。収録曲「大切にしようね」「スノウドロップ」の2曲では自身で作詞・作曲を担い、シンガーソングライターとしての活動も開始。MELODY STAR RECORDSよりインディーズ限定シングル「蓮花」を同日リリース。5月25日にはメジャー流通盤もリリースされる。
  - 5月、ソロ名義とは別にbelovelover（ベロベロバー）というアマチュアバンドを結成、ボーカリストAsucaとしてライブ活動を開始。バンド名義のCDリリースはないが、12月14日リリースの3rdアルバム『蝶』でBeloveloverのレパートリー2曲の「ふわり」「senaka」が彼ら自身の演奏で収録された。
  - 同年末で東芝EMIとの契約を終了し、BBMCへ移籍。
- 2006年
  - 10月からのNHK朝の連続テレビ小説『芋たこなんきん』の挿入歌「心のままに」を担当。ドラマ自体にも、2007年1月3週目（1月15日〜1月20日）に反戦歌を歌う少女・蔵本千春役で出演。劇中で「We Shall Overcome」をギター弾き語りでカバーした他、新曲「大切なもの」（シングル「心のままに」収録）も劇中で歌唱した。これが女優デビュー作となる。
- 2007年
  - 3月21日、アルバム『蝶』から約1年3ヶ月振りのリリースとなるシングル「心のままに」を発売。
- 2008年
  - 5月、公式ブログ上で、約1年間台湾へ留学をすることを発表（2011年帰国）。
- 2012年
  - 6月、吉本百年物語 6月公演「舶来上等、どうでっか?」に出演。
- 2013年
  - 3月、吉本百年物語 3月公演「百年感謝 これからもよろしく」に出演。
  - 3月21日、総合格闘家・石井慧との交際報道を受け自身のブログで事実を認めた[2]。
  - 7月3日、石井慧と入籍[3]。
- 2015年
  - 2月16日、第1子の男児を出産[4]。
- 2016年
  - 8月7日、石井との離婚が明らかになる[5]。
- 2017年
  - 『劇場版ポケットモンスター キミにきめた!』のエンディングテーマ「オラシオンのテーマ 〜共に歩こう〜」を担当[6]。映画の公開日と同日の7月15日に、配信限定としてリリースされた[6]。

## 人物
幼少の頃より歌うことが大好きで、歌手になることを自然と志すようになる。ホイットニー・ヒューストンに影響を受ける。
各界の著名人からの評価は高く「機関車先生」の作者・シングル「SANCTUARY 〜夢の島へ〜」作詞の伊集院静に「命の歌を歌っている」、シングル「蓮花」の作詞・作曲の谷村新司に「心に響く歌を歌う歌手」と評価を受ける。楽曲に携わったグ・スーヨン（「母」）、海老名香葉子（「蓮花」）らにも支持され、眞鍋かをりも彼女の大ファンであることを自身のブログで語っている。
反戦や平和について願っており、自身も「自身の楽曲で平和について考える気持ちを届けたい」と願っている。そのきっかけとなるのが、2004年、楽曲「凜の国」がイラク派遣の自衛隊隊員に支持されたことで、隊員たちに対し公式サイトで激励のメッセージを掲載したところ、一部ファンから非難を浴びたことがある。これをきっかけに戦争や平和について考えるようになったという。翌2005年、代表曲のひとつとも言える「蓮花」との出会いにより、その意識はより明らかなものとなり、自ら望んで平和記念祭・供養祭、戦跡や学校でライブを行うなどの活動をしている。
2005年からはピアノに加え、ギターも習い始めた。その後2007年に放送された、NHK朝の連続テレビ小説『芋たこなんきん』に蔵本千春役で出演した際、アコースティック・ギターの弾き語りで腕前を披露している。
ヨガに凝っており、公式ブログにおいても画像でヨガの各ポーズを披露している。

## ディスコグラフィー

### シングル
|         | 発売日                           | タイトル                                        | 規格     | 規格品番   | 収録曲 | 備考                           |
| 東芝EMI | 東芝EMI                          | 東芝EMI                                         | 東芝EMI  | 東芝EMI    | 東芝EMI | 東芝EMI                        |
| ------- | -------------------------------- | ----------------------------------------------- | -------- | ---------- | --- | ------------------------------ |
| 1st     | 2003年1月22日                    | ake-kaze                                        | CCCD     | TOCT-4445  | ake-kaze ナショナル IH ジャー 炊飯器 『強火の銅釜』CMソング つゆくさ ake-kaze（Instrumental） | オリコン最高14位、登場回数19回 |
| 2nd     | 2003年3月19日                    | 「母」                                          | CCCD     | TOCT-4465  | 「母」 TBS 系『 CDTV 』2003年3月度オープニングテーマ お願い フジテレビ 系『 金曜エンタテイメント 』エンディングテーマ 「母」（Instrumental） | オリコン最高32位、登場回数8回  |
| 3rd     | 2003年7月9日                     | 小さきもの                                      | CCCD     | TOCT-4545  | 小さきもの 全国 東宝 系公開劇場版アニメ映画『 劇場版ポケットモンスター アドバンスジェネレーション 七夜の願い星 ジラーチ 』主題歌 燕になりたい 我願做一只小燕 小さきもの（Instrumental） | オリコン最高36位、登場回数9回  |
| 4th     | 2003年11月19日                   | もう一度あなたに会いたい                        | CCCD+DVD | TOCT-4646  | CD もう一度あなたに会いたい 読売テレビ ・ 日本テレビ 系『 ダウンタウンDX 』エンディングテーマ 言葉一つ もう一度あなたに会いたい（Piano Strings/初回盤収録） ナショナル『The ノンフロン冷蔵庫』CMソング DVD もう一度あなたに会いたい（MV） もう一度あなたに会いたい（Live Version） 自分信じて（Live Version）                               | オリコン最高56位、登場回数6回  |
| 4th     | 2003年11月19日                   | もう一度あなたに会いたい                        | CCCD     | TOCT-4645  | CD もう一度あなたに会いたい 読売テレビ ・ 日本テレビ 系『 ダウンタウンDX 』エンディングテーマ 言葉一つ もう一度あなたに会いたい（Piano Strings/初回盤収録） ナショナル『The ノンフロン冷蔵庫』CMソング DVD もう一度あなたに会いたい（MV） もう一度あなたに会いたい（Live Version） 自分信じて（Live Version）                               | オリコン最高56位、登場回数6回  |
| 5th     | 2004年3月3日                     | 凜の国                                          | CCCD     | TOCT-4745  | 凜の国 ナショナルIHジャー炊飯器『強火の銅釜』CMソング kuchi-zuke 凜の国（Instrumental） | オリコン最高97位、登場回数6回  |
| 6th     | 2004年6月30日                    | SANCTUARY 〜夢の島へ〜                          | CCCD     | TOCT-4750  | SANCTUARY 〜夢の島へ〜 日本ヘラルド映画 配給映画『 機関車先生 』主題歌 MBS ・TBS系『 世界ウルルン滞在記 』エンディングテーマ 永遠の友達 SANCTUARY 〜夢の島へ〜（Instrumental） | オリコン最高131位              |
| 7th     | 2004年10月14日                   | 君はマグノリアの花の如く/さよならは夕映えの中で | CD-EXTRA | TOCT-4787  | 君はマグノリアの花の如く 宝塚歌劇団 90周年特別企画『 風と共に去りぬ 』テーマソング さよならは夕映えの中で 宝塚歌劇団90周年特別企画『風と共に去りぬ』テーマソング 君はマグノリアの花の如く（Instrumental） さよならは夕映えの中で（Instrumental） BONUS DATA 『風と共に去りぬ』特製スクリーンセーバー 宝塚歌劇団 & 林明日香 期間限定HPリンク | オリコン最高97位               |
| 8th     | インディーズ限定盤：2005年3月2日 | 蓮花                                            | CD       | FZCA-9004  | 蓮花（日本語 Version） 戦後60年記念劇場版アニメ映画 『あした元気にな〜れ! 〜半分のさつまいも〜』 主題歌 | オリコン最高195位              |
| 8th     | メジャー通常盤：2005年5月25日    | 蓮花                                            | CD-EXTRA | TOCT-4867  | 蓮花（日本語 Version） 蓮花（中国語 Version） 蓮花（日本語 Version/Instrumental） 蓮花（中国語 Version/Instrumental） BONUS DATA 未公開写真 |                                |
| 9th     | 2005年11月9日                    | 声                                              | CD       | TOCT-4937  | 声 テレビ朝日 系ドラマ『 世直し順庵!人情剣 』主題歌 風椿 声（Instrumental） 風椿（Instrumental） | オリコン最高177位              |
| BBMC    |                                  |                                                 |          |            | |                                |
| 10th    | 2007年3月21日                    | 心のままに                                      | CD       | OACD-30009 | 心のままに NHK 連続テレビ小説 『 芋たこなんきん 』挿入歌 大切なもの NHK連続テレビ小説『芋たこなんきん』劇中歌 心のままに（Instrumental） 大切なもの（Instrumental） 大切なもの（Acoustic Version） |                                |

### コラボレーション・シングル
|     | 発売日         | タイトル                                 | 発売元  | 規格 | 規格品番  | 収録曲 | 備考         |
| --- | -------------- | ---------------------------------------- | ------- | ---- | --------- | --- | ------------ |
| 1st | 2003年12月17日 | 燕になりたい （林明日香 & チェン・ミン） | 東芝EMI | CCCD | TOCT-4667 | 燕になりたい（我願做一只小燕） 燕になりたい（日本語 Version） 燕になりたい（中国語 Version） 燕になりたい（新・我願做一只小燕） | オリコン圏外 |

### オリジナル・アルバム
|     | 発売日         | タイトル | 発売元  | 規格     | 規格品番   | 備考                                                       |
| --- | -------------- | -------- | ------- | -------- | ---------- | ---------------------------------------------------------- |
| 1st | 2003年5月21日  | 咲       | 東芝EMI | CCCD+DVD | TOCT-25045 | 初回盤ボーナス・トラック収録 オリコン最高7位、登場回数16回 |
| 1st | 2003年5月21日  | 咲       | 東芝EMI | CCCD     | TOCT-25046 | 初回盤ボーナス・トラック収録 オリコン最高7位、登場回数16回 |
| 2nd | 2004年7月14日  | 初戀     | 東芝EMI | CCCD+DVD | TOCT-25416 | 初回盤ボーナス・トラック収録 オリコン最高29位、登場回数6回 |
| 2nd | 2004年7月14日  | 初戀     | 東芝EMI | CCCD     | TOCT-25417 | 初回盤ボーナス・トラック収録 オリコン最高29位、登場回数6回 |
| 3rd | 2005年12月14日 | 蝶       | 東芝EMI | CD       | TOCT-25868 | オリコン最高223位                                          |

### ミニ・アルバム
|     | 発売日       | タイトル | 発売元  | 規格   | 規格品番   | 収録曲 | 備考              |
| --- | ------------ | -------- | ------- | ------ | ---------- | --- | ----------------- |
| 1st | 2005年3月2日 | つないで | 東芝EMI | CD+DVD | TOCT-22257 | CD 大切にしようね 日本テレビ 系『 ザ!情報ツウ 』エンディングテーマ スノウドロップ NHK 『 みんなのうた 』使用曲 一粒の種 ～Love the Earth～ 愛・地球博 hand in hand 公式サポートソング ake-kaze（Acoustic Version） もう一度あなたに会いたい（Piano Acoustic Version） 自分信じて（Live Version） BONUS DATA つないで 購入者アンケートページ DVD ake-kaze（Live Version） 小さきもの（Live Version） もう一度あなたに会いたい（Live Version） 凜の国（Live Version） ake-kaze（MV） 小さきもの（MV） もう一度あなたに会いたい（MV） | オリコン最高192位 |

### DVDシングル
|     | 発売日       | タイトル   | 発売元  | 規格品番  | 備考                                                  |
| --- | ------------ | ---------- | ------- | --------- | ----------------------------------------------------- |
| 1st | 2003年7月9日 | 小さきもの | 東芝EMI | TOBF-5222 | 「小さきもの」1曲収録ボーナスCD封入 オリコン最高238位 |

### ベスト・アルバム
|     | 発売日        | タイトル          | 発売元                    | 規格 | 規格品番   | 備考                                                             |
| --- | ------------- | ----------------- | ------------------------- | ---- | ---------- | ---------------------------------------------------------------- |
| 1st | 2013年8月21日 | ゴールデン☆ベスト | EMIミュージック・ジャパン | CD   | TOCT-11292 | 「ゴールデン☆ベスト」シリーズ最年少リリースとなる。 オリコン圏外 |

### 配信限定
|     | 発売日        | タイトル                          | 発売元                   | 備考                                                                                       |
| --- | ------------- | --------------------------------- | ------------------------ | ------------------------------------------------------------------------------------------ |
| 1st | 2017年7月15日 | オラシオンのテーマ 〜共に歩こう〜 | エピックレコードジャパン | 全国東宝系公開劇場版アニメ映画『劇場版ポケットモンスター キミにきめた!』エンディングテーマ |
| 2nd | 2021年6月10日 | MothersWork                       | asuca leaf               |                                                                                            |
| 3rd | 2024年5月28日 | 彩未来                            | asuca hayashi            |                                                                                            |

### 参加作品
| 発売日         | タイトル                                    | 発売元                         | 規格             | 規格品番   | 収録曲                   |
| -------------- | ------------------------------------------- | ------------------------------ | ---------------- | ---------- | ------------------------ |
| 2004年04月14日 | THE JAPAN GOLD DISC AWARD 2004              | ソニー・ミュージックダイレクト | レーベルゲートCD | MHCL-358   | DISC2-9.ake-kaze         |
| 2004年05月19日 | 機関車先生 オリジナル・サウンドトラック     | 東芝EMI                        | CD-EXTRA         | TOCT-25379 | 1.SANCTUARY 〜夢の島へ〜 |
| 2005年03月30日 | NHK みんなのうた ベストヒット・コレクション | EMIミュージック・ジャパン      | DVD              | TOBF-5372  | 1.スノウドロップ         |
| 2006年06月07日 | 39(THANK YOU)                               | EMIミュージック・ジャパン      | CD               | TOCT-26027 | 12.蓮花                  |

### 書籍
1. もう一度あなたに会いたい（2004年7月）

## ミュージックビデオ
| 監督     | 曲名                               |
| 信道哲二 | 「もう一度あなたに会いたい」       |
| 末田健   | 「ake-kaze」                       |
| 關明実   | 「小さきもの」                     |
| 松本卓也 | 「月見草」                         |
| 森田一平 | 「SANCTUARY〜夢の島へ〜」          |
| LuCY     | 「心のままに」                     |
| 不明     | 「母」「明け風〜ake-kaze2013ver.」 |

## 出演

### バラエティ
- Mの黙示録（2003年1月28日・4月1日・5月6日・13日・20日・27日・2004年3月30日）
- ミュージックステーション（2003年2月28日・5月30日）
- ポップジャム（2003年4月5日）
- HEY!HEY!HEY! MUSIC CHAMP（2003年4月14日・21日）
- おはスタ（2003年4月23日・7月15日・25日）
- COUNT DOWN TV（2003年5月24日・12月20日）
- たけしの誰でもピカソ（2003年7月25日）
- 速報!歌の大辞テン（2003年11月26日）
- いつでも笑みを!（2004年3月20日）
- 笑っていいとも!（2004年3月25日）
- ポケモンスマッシュ!（2010年9月2日）
- なら婚（2014年2月5日・26日）
- 行列のできる法律相談所（2014年3月2日）
- 関ジャニの仕分け∞（2014年4月19日）
- ポケモンの家あつまる?（2017年8月13日）

### テレビドラマ
- 芋たこなんきん（NHK、2007年1月15日 - 1月20日） - 蔵本千春役

### 舞台
- 吉本百年物語 舶来上等、どうでっか?（2012年6月12日 - 7月1日） - お糸 役 - ウェイバックマシン（2012年6月15日アーカイブ分）
- 吉本百年物語 百年感謝 これからもよろしく（2013年3月20日 - 4月7日） - 天女・風 役 - ウェイバックマシン（2013年3月24日アーカイブ分）
- よしもと47ご当地コメディ（2013年6月19日 - 6月21日）